# Coop Como Consumo
Coop Como Consumo è una delle 5 medie cooperative di consumatori del sistema Coop, e come tale aderisce all'ANCC della Lega Nazionale delle Cooperative e Mutue e al consorzio cooperativo Coop Italia.
Insieme alle grandi cooperative Coop Liguria, Coop Lombardia e Nova Coop, alla media cooperativa Coop Vicinato Lombardia e a 26 piccole cooperative, soprattutto lombarde, aderisce al Distretto Nord-Ovest.

## Storia
Coop Como Consumo è la più recente delle medie cooperative del sistema Coop, nata nel 2005, dall'unione delle cooperative di Lurate Caccivio, Cadorago, Uggiate con Ronago, Mariano Comense e Faloppio, e da poco, 2008, allargatasi anche a San Fermo della Battaglia, Tavernerio e Alzate Brianza.
Le varie cooperative fondatrici si sono trasformate in sezioni soci.
Dal 2007 sono stati fatti importanti investimenti come la ristrutturazione del punto vendita di Cadorago, nel 2008 l'allargamento e l'ammodernamento del negozio di Mariano Comense, nel 2010 la costruzione ex novo a Valmorea e nel 2012 è stato il turno del nuovo negozio di Lurate Caccivio. È attualmente in corso la realizzazione del nuovo negozio di Uggiate.
Oltre alle attività commerciali in affitto, con bar e ristoranti a Mariano Comense, Cadorago, Castelnuovo, Lurate Caccivio, Ponzate e San Fermo della Battaglia, Coop Como Consumo mantiene una ricca attività sociale gestita direttamente da ciascuna delle sue sezioni.

## Soci
Al 31 dicembre 2010 i soci erano 9.610.
I soci prestatori, ovvero titolari di libretto di prestito sociale erano un numero limitato, 153.

## Rete di vendita
Coop Como Consumo gestisce 8 punti vendita, tutti in provincia di Como, divisi tra minimercati e supermercati a insegna Coop e InCoop.
Questo è il dettaglio della rete di vendita:
- Lombardia
  - Provincia di Como: 9 punti vendita.

 Nella provincia è presente anche Coop Lombardia.
Coop Como Consumo gestisce una rete di vendita complementare a quella di Coop Lombardia, coprendo alcune zone non raggiunte dalle grandi Coop.